# Языки Намибии
Намибия — многоязычная страна, населённая народами, говорящими на языках банту, а также на индоевропейских и койсанских языках. Официальным статусом обладает английский язык. Немецкий, африкаанс, гереро и ошивамбо приняты национальными языками.

## Основные языки Намибии (2006 год)
| Язык      | Численность |
| --------- | ----------- |
| Ошивамбо  | 807,000     |
| Африкаанс | 89,900      |
| Гереро    | 206,000     |
| Квангали  | 73,100      |
| Лози      | 28,600      |
| Кваньяма  | 247,000     |
| Нама      | 200,000     |

## Распространение языков по провинциям

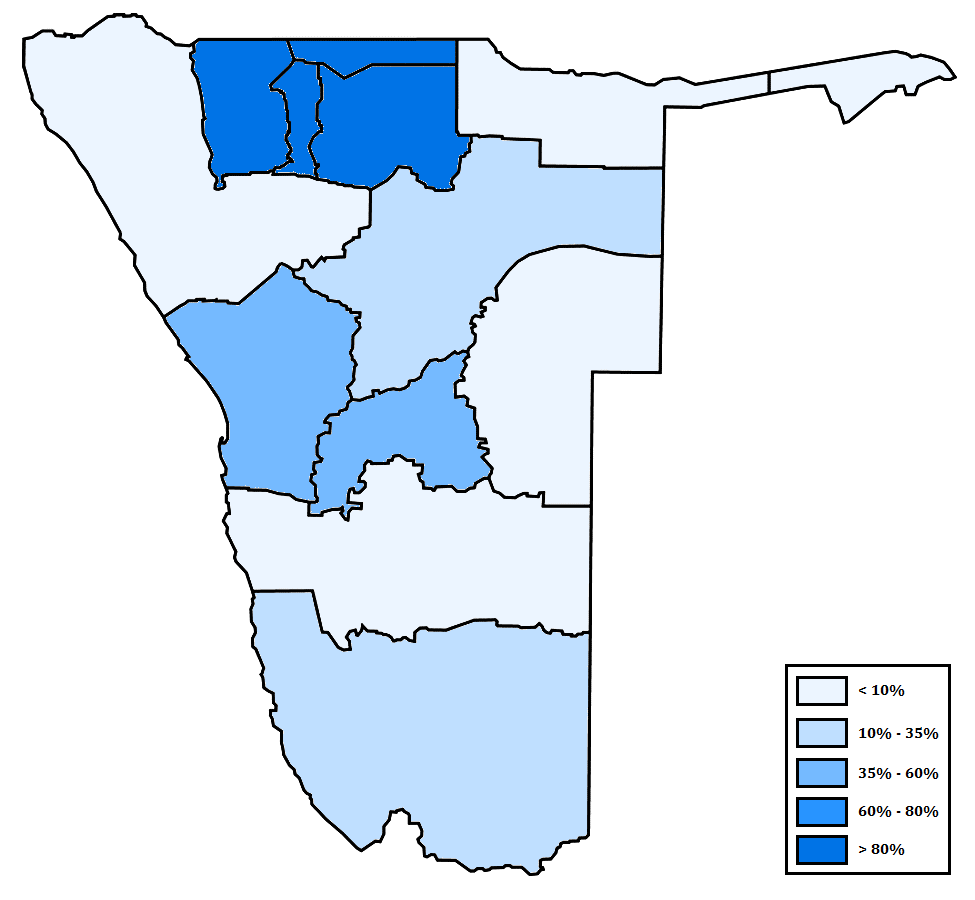
Распространение языка Ошивамбо
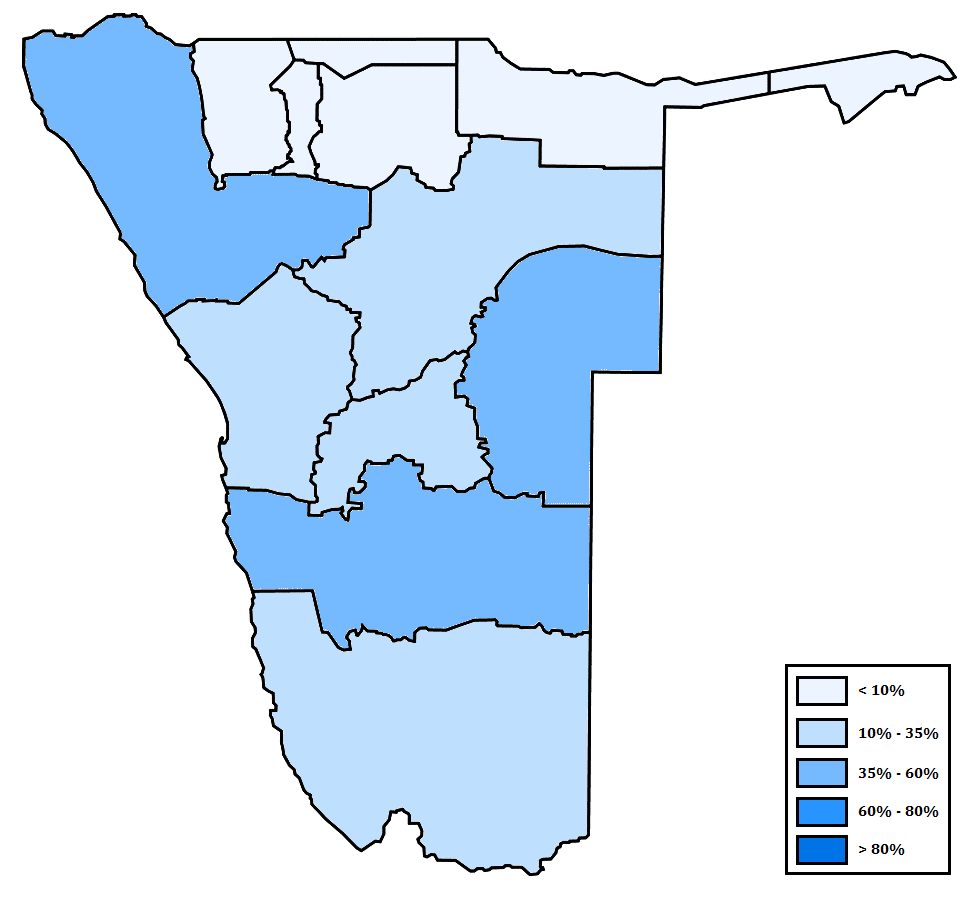
Распространение языка Нама
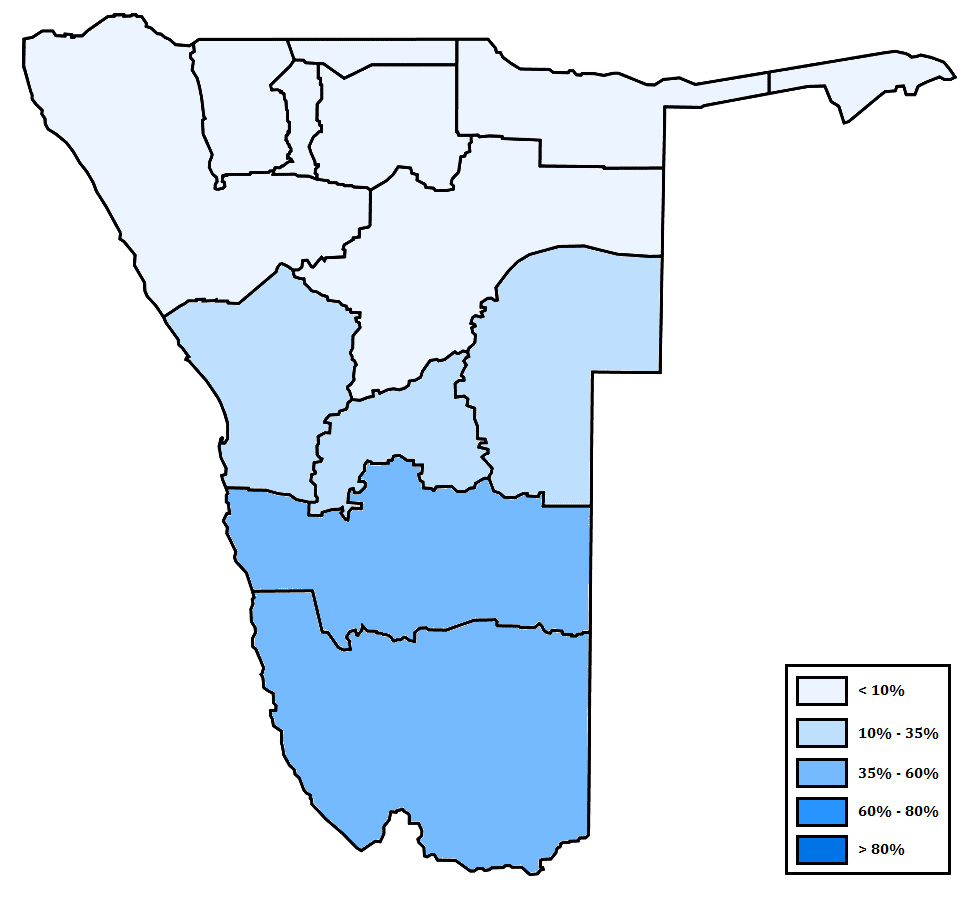
Распространение языка Африкаанс

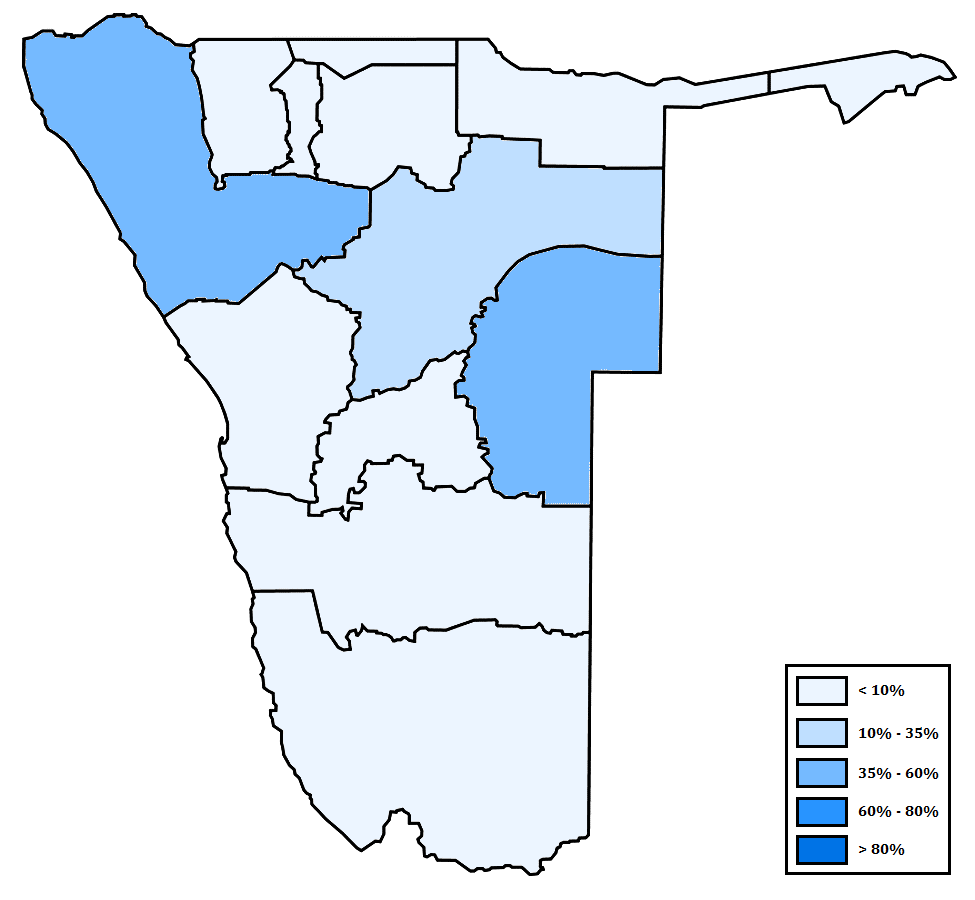
Распространение языка Гереро
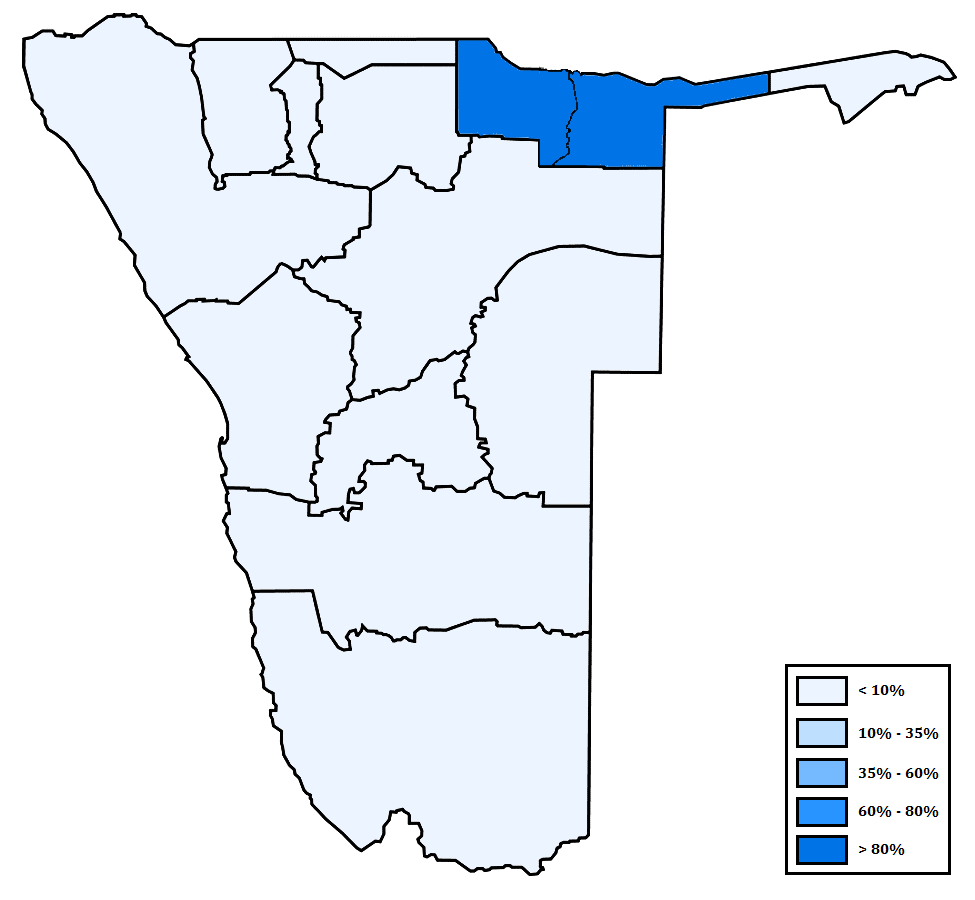
Распространение языка Каванго
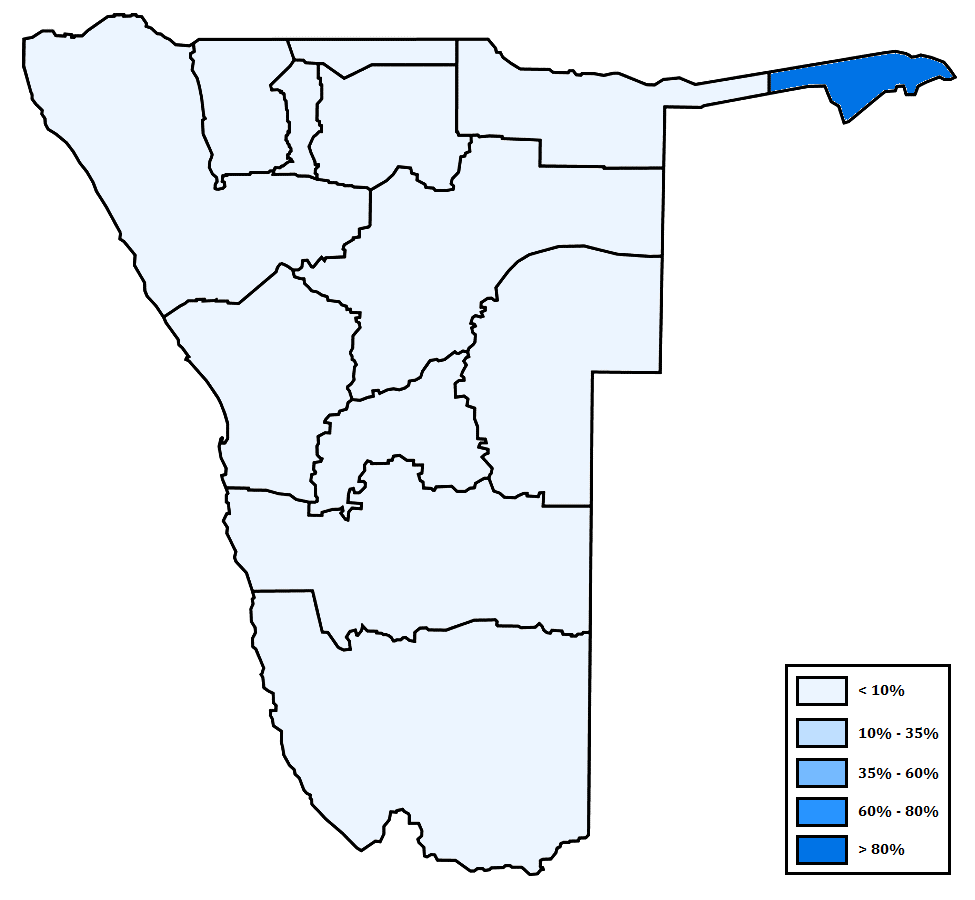
Распространение языка Каприви

## Другие языки
В Намибии существуют следующие языки: айлъом (Hai||om), английский, африкаанс, васекела, дирику, жуцъоан (Ju|’hoan), земба, йейи, квангали, кванги, куаньяма, кунг-экока, кухане, къхонг (!Xóõ), лози, мангетти-дуне-къхунг, маши, мбаланху, мбукушу, нама, намибийский жестовый язык, наро, ндонга, немецкий, тотела, тсвана, фуэ, хве, хереро, чъкхаулъэйн (‡Kx’au||’ein).